# Хіт-парад «12 − 2»
Хіт-парад «12 − 2» («Дванадцять мінус два») — щотижневий чарт українськомовної музики на радіо «Промінь». Програма виходила з 1992 до кінця 90-х. Повернулася в ефір у травні 2021 року.

## Історія
Програма стала першим національним хіт-парадом, випередивши «Територію А» на чотири роки.
Ведучими програми були Олег Горський та Ірина Бондаренко.
Програма виходила щодня вранці (з 9:00 до 10:00) та повтор ввечері (з 17:00 до 18:00). Кожного понеділка ведучий презентував 12 пісень, 2 з яких вибували з хіт-параду за результатами дзвінків слухачів. Хіт-парад складався із двох частин: 6 пісень українських виконавців (будь-якою мовою), а інша шістка — пісні іноземних виконавців (зазвичай англомовні — американські та європейські); завдяки останній, слухачі мали можливість чути новинки сучасної світової популярної музики.
У хіт-параді були представлені пісні як вже тоді відомих вітчизняних співаків та груп, таких як «ВВ», Марійка Бурмака, Ірина Білик, «Брати Гадюкіни», Павло Зібров, Таїсія Повалій, «Жаба в дирижаблі», «Скрябін», «Кому вниз», «Вій», так і надавав можливість новачкам позмагатися за слухацькі симпатії. І вони використовували цей шанс. За час існування програми в ній звучали ще тоді маловідомі «Океан Ельзи», Валерій Мєладзе, Ані Лорак, Лері Вінн, Каріна Плай, «Анна-Марія» (у складі якої співав Віктор Павлик), Брати Карамазови, «Брати Блюзу», «The ВЙО», Жанна Боднарук, Більше та інші.
У кінці 1995 року програма стала настільки популярною, що змогла підсумки свого четвертого року існування урочисто провести у шоу «Парад зірок» в Палаці «Україна».
2010 року була спроба відновити хіт-парад на хвилях радіо «МИНИСТЕРСТВО-ПРОФИ».
21 травня 2021 року програма поновилася в ефірі радіо «Промінь». Ведучі — Світлана Берестовська та Єгор Прищепкін. Виходить в ефір щоп'ятниці о 17:00, опісля слухачі можуть проголосувати за одну улюблену пісню на сайті «Променя» до понеділка, 18:00. За результатами голосування двоє композицій залишають чарт, натомість ведучі пропонують дві нові пісні. Також у програмі з'явилася рубрика «Stories», у якій кожного випуску лунає композиція, що посідала 1 місце в 90-их.